# Glauco Vanz
Glauco Vanz (10. srpen 1920 Mantova, Italské království – 28. září 1986 Bologna, Itálie) byl italský fotbalový brankář.
Fotbalovou kariéru prožil kromě dvou sezon na konci kariéry v Bologni. Zde vyhrál jedinou svou trofej, a to titul v sezoně 1940/41.
Za reprezentaci neodchytal žádné utkání. Zúčastnil se OH 1948, kde byl v nominaci.

## Hráčská statistika
| Sezóna             | Klub               | Liga               | Liga   | Liga       | Ligové poháry | Ligové poháry | Ligové poháry | Kontinentální poháry | Kontinentální poháry | Kontinentální poháry | Celkem | Celkem |
| Sezóna             | Klub               | Soutěž             | Zápasy | Obdr. Góly | Soutěž        | Zápasy        | Góly          | Soutěž               | Zápasy               | Góly                 | Zápasy | Góly   |
| ------------------ | ------------------ | ------------------ | ------ | ---------- | ------------- | ------------- | ------------- | -------------------- | -------------------- | -------------------- | ------ | ------ |
| 1939/40            | Bologna            | Serie A            | 1      | -1         | IP            | ?             | -?            | -                    | 0                    | 0                    | 1+     | -1+    |
| 1940/41            | Bologna            | Serie A            | 5      | -1         | IP            | ?             | -?            | -                    | 0                    | 0                    | 5+     | -1+    |
| 1941/42            | Bologna            | Serie A            | 5      | -4         | IP            | ?             | -?            | -                    | 0                    | 0                    | 5+     | -4+    |
| 1942/43            | Bologna            | Serie A            | 9      | -13        | -             | 0             | -0            | -                    | 0                    | 0                    | 9      | -13    |
| 1945/46            | Bologna            | 1. divize          | 1      | -4         | -             | 0             | -0            | -                    | 0                    | -0                   | 1      | -4     |
| 1946/47            | Bologna            | Serie A            | 30     | -31        | -             | 0             | -0            | -                    | 0                    | -0                   | 30     | -31    |
| 1947/48            | Bologna            | Serie A            | 28     | -34        | -             | 0             | -0            | -                    | 0                    | -0                   | 28     | -34    |
| 1948/49            | Bologna            | Serie A            | 38     | -46        | -             | 0             | -0            | -                    | 0                    | -0                   | 38     | -46    |
| 1949/50            | Bologna            | Serie A            | 8      | -17        | -             | 0             | -0            | -                    | 0                    | -0                   | 8      | -17    |
| 1950/51            | Bologna            | Serie A            | 36     | -55        | -             | 0             | -0            | -                    | 0                    | -0                   | 36     | -55    |
| 1951/52            | Bologna            | Serie A            | 27     | -45        | -             | 0             | -0            | -                    | 0                    | -0                   | 27     | -45    |
| Celkově za Bolognu | Celkově za Bolognu | Celkově za Bolognu | 188    | -251       | -             | ?             | -?            | -                    | 0                    | -0                   | 188+   | -251+  |

## Úspěchy

### Klubové
- 1× vítěz italské ligy (1940/41)

### Reprezentační
- 1× na OH (1948)